# Phan Xích Long
Phan Xích Long lub Hồng Long (ur. jako Phan Phát Sanh 1893 w południowym Wietnamie, zm. 22 lutego 1916 w Sajgonie) - wietnamski mistyk i geomanta, samozwańczy cesarz Wietnamu. W latach 1911–1913, podając się za potomka cesarza Hàm Nghi prowadził działania mające na celu objęcie władzy w Wietnamie przy pomocy zorganizowanego przez siebie ruchu religijnego. W październiku 1912 w Battambang koronował się jako cesarz Phan Xích Long. Uzyskał pewne poparcie na południu Wietnamu i Kambodży i w marciu 1913 rozpoczął powstanie przeciwko francuskim władzom kolonialnym. Po kilku dniach powstanie zakończyło się całkowitym niepowodzeniem i aresztowaniem większości przywódców. Phan aresztowany został 22 marca 1913, i początkowo skazany na deportację do Gujany. Ostatecznie jednak, po zamieszkach i nieudanej próbie ucieczki w lutym 1916 skazany został na śmierć. Wyrok wykonano 22 lutego 1916.